# Torben Piechnik
Torben Piechnik (Hellerup, 1963. május 21. –) egykori dán labdarúgó.

### Pályafutása
Torben Piechnik 1982-ben kezdett futballozni a Kjøbenhavns Boldklubban, ahol a következő hat évben játszott. Két szezont töltött az Ikast FS-nél 1988-ban és 1989-ben. Piechnik ezután a Boldklubben 1903-ba költözött, ahonnan nem távozott, amikor az első csapat egyesült a Boldklubbal, és 1992-ben megalakította az FC Københavnt. A frissen koronázott Európa-bajnok mindössze hét bajnoki után úgy döntött, hogy a Liverpool FC-hez igazol. Első Premier League-szezonjában mindössze 16 meccsen lépett pályára. A következő szezonban már csak egy meccsen használták. Ezután visszatért szülőhazájába, Dániába, és az Aarhus GF-ben játszott pályafutása végéig.

### A válogatottban
Orben Piechnik pályafutása során 15 alkalommal szerepelt a dán válogatottban is. Tagja volt annak a dán csapatnak is, amely 1992-ben Európa-bajnok lett.